# Museum für zeitgenössische Kunst (Andros)

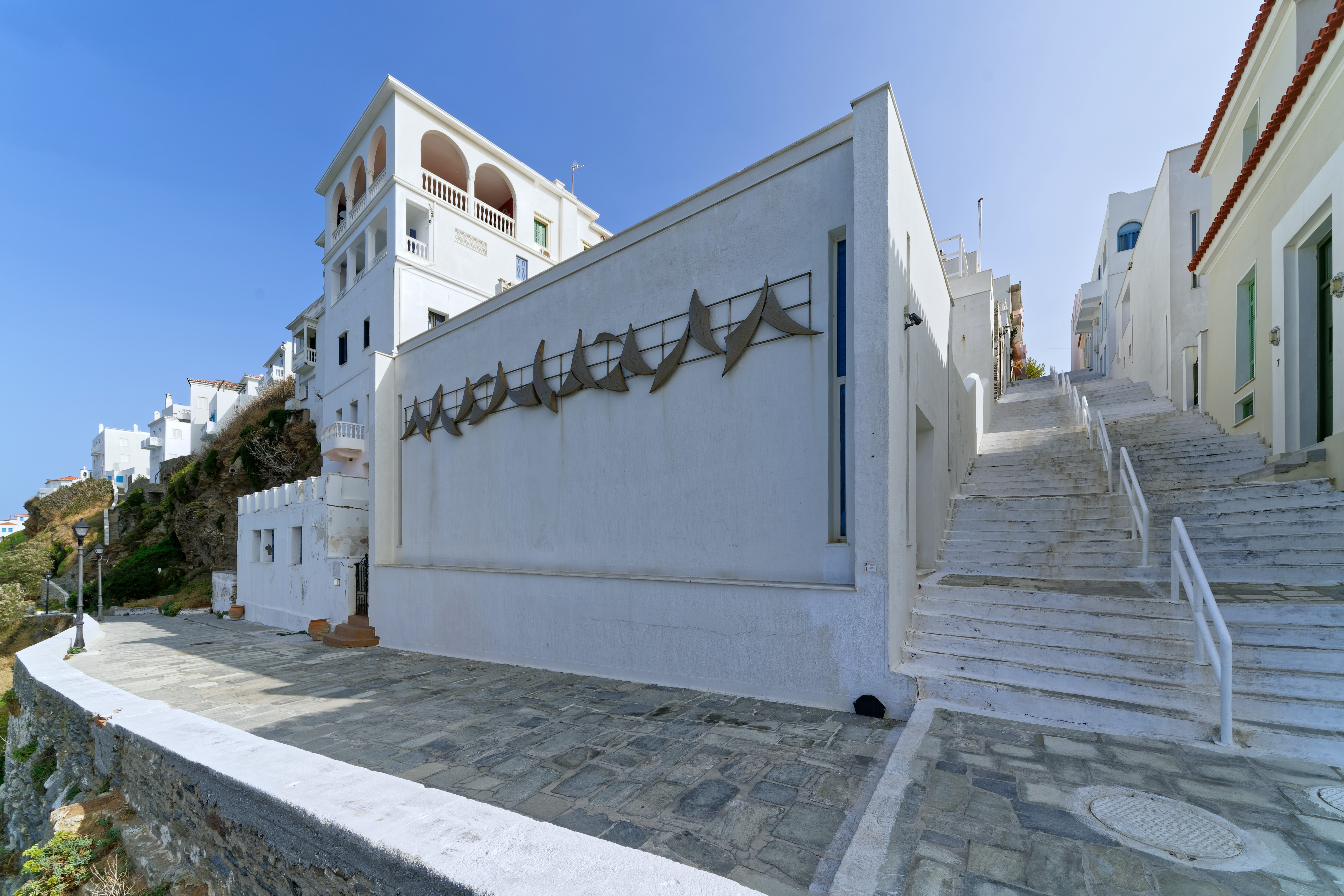
Das Museumsgebäude

Das Museum für zeitgenössische Kunst (griechisch Μουσείο Σύγχρονης Τέχνης) auf der Insel Andros ist ein Ausstellungshaus der Basil und Elise Goulandris Foundation. Das Museum wurde 1979 als erstes Museum für zeitgenössische Kunst in Griechenland gegründet.

## Geschichte und Gebäude
Die Idee für das Museum für zeitgenössische Kunst entstand, als der Bildhauer Michalis Tombros, dessen Familie aus Andros stammt, eine Reihe seiner Werke der Stadt vermachte. Der auf Andros geborene Reeder Basil Goulandris finanzierte durch die Basil und Elise Goulandris Foundation einen 200 m² großen Museumsbau, der von dem Architekten Stamos Papadakis entworfen wurde. Zudem stellte Goulandris mit seiner Frau Elise dem Museum ergänzend weitere Kunstwerke griechischer Künstler des 20. Jahrhunderts zur Verfügung. Das Museum wurde am 28. Juli 1979 in der Inselhauptstadt Andros (auch Chora genannt) eröffnet. Das Gebäude befindet sich in der heute nach dem Sammlerpaar benannten Treppengasse Odós Vasíli ke Elízas Goulandrí (Οδός Βασίλη και Ελίζας Γουλανδρή ‚Basil-und-Elise-Goulandris-Straße‘). Nachdem das Museum vom Publikum gut angenommen wurde, gab die Goulandris Foundation einen 1000 m² großen Erweiterungsbau in Auftrag, dessen Planung vom Architekten Christos Kontovounisios stammt. Die umgebenden Gärten wurden von der Planerin Miranda Spiliotopoulou-Vazaka gestaltet. Der Neubau wurde am 20. Juli 1986 eingeweiht. Dort finden seit 1987 jährlich ein bis zwei Wechselausstellungen statt.

## Ausstellungen
- 1987: Pablo Picasso–František Kupka–Henri Cartier-Bresson
- 1988: Henri Matisse
- 1989: Wassily Kandinsky
- 1989: George Bouzianis
- 1990: Balthus
- 1991: Dimitrios Galanis
- 1992: Alberto Giacometti
- 1992: Odysseas Elytis
- 1993: Paul Klee
- 1994: Marc Chagall und das Mittelmeer
- 1995: Giorgio de Chirico und der griechischer Mythos
- 1996: Auguste Rodin–Camille Claudel
- 1997: Sichtlinien, Meilensteine der Fotografiegeschichte
- 1998: Blick auf das Jahrhundert, Werke des 20. Jahrhunderts aus der Basil und Elise Goulandris Foundation und weiteren Privatsammlungen
- 1999: Klassiker der modernen Kunst, Werke der Basil und Elise Goulandris Foundation
- 2000: Henry Moore
- 2001: Der Mythos der Frau in der modernen griechischen Malerei
- 2001: Henri de Toulouse-Lautrec
- 2002: Joan Miró
- 2003: Georges Braque
- 2004: Pablo Picasso und Griechenland
- 2005: Metamorphosis, britische Kunst der 1960er Jahre
- 2006: Panayiotis Tetsis
- 2007: André Masson und das antike Griechenland
- 2008: Yannis Moralis
- 2009: Paul Delvaux und die Antike
- 2010: Isamu Noguchi
- 2011: Nikos Hadjikyriakos-Ghika
- 2012: Annäherung an den Surrealismus, Werke von griechischen und internationalen Künstlern
- 2013: Darstellungen der Transzendenz, von der byzantinischen Tradition zur modernen Kunst, Werke griechischer Künstler des 19. und 20. Jahrhunderts
- 2014: Sophia Vari
- 2015: Man Ray
- 2016: George Zongolopoulos
- 2017: Nikos Engonopoulos
- 2018: Dimitris Mytaras
- 2019: Constantin Byzantios (Dico Byzantios)
- 2020: Ansätze zur Abstraktion griechischer Künstler der Diaspora, Werke aus der Sammlung der Basil & Elise Goulandris Foundation
- 2021: George Rorris
- 2021: Andrew Levitas
- 2022: Sotiris Sorogas
- 2022: Alexandra Athanassiades